# Danh sách trọng tài bóng đá quốc tế của FIFA
Danh sách này không đầy đủ, bạn cũng có thể giúp mở rộng danh sách.
Đây là danh sách các trọng tài là trọng tài của Liên đoàn bóng đá FIFA.

## Afghanistan
- Hamid Yosifzai (2012–)

## Albania
- Lorenc Jemini (2005–)
- Enea Jorgji (2012–)
- Bardhyl Pashaj (2011–)

## Algérie
- Mehdi Abid Charef (2011–)
- Mokhtar Amalou (2007–)
- Mohamed Benouza (2001–)
- Mohamed Bichari (2007–)
- Mustapha Ghorbal (2014–)
- Djamel Haimoudi (2004–)
- Farouk Houasnia (2010–)
- Redouane Necib (2015–)

## Andorra
- Ignasi Villamayor Rozados (2008–)

## Angola
- Marximina Luzia Bernardo (2003–)
- Romualdo Do Rosario Baltazar (2009–)
- Tania Marisa Duarte (2012–)
- João Goma (2013–)
- Hélder Martins de Carvalho (2008–)
- Antonio Muachihuissa Caxala (2010–)
- Pedro Simao dos Santos (2008–)
- Paulo Talaia (2012–)

## Antigua và Barbuda
- Patrice Davis (2014–)
- Iola Simmons (2013–)
- Bryan Willett (1999–)
- Kerry Skepple (2015–)

## Argentina
- Diego Hernan Abal (2008–)
- Estela Mary Alvarez de Olivera (2005–)
- Héctor Baldassi (2000–2011)
- Jorge Ignacio Balino (2015–)
- Javier Castrilli (1980–1998)
- Germán Delfino (2012–nay)
- Jesica Salome Di Iorio (2004–)
- Horacio Elizondo (1994–2006)
- Carlos Espósito
- Gabriel Favale (2004–2011)
- Maria Laura Fortunato (2010–)
- Darío Herrera (2015–)
- Arturo Ithurralde
- Saul Esteban Laverni (2007–2014)
- Juan Carlos Loustau
- Patricio Loustau (2011–nay)
- Sergio Pezzotta (2000–2012)
- Néstor Pitana (2010–nay)
- Fernando Rapallini (2014–nay)
- Florencia Raquel Romano (2002–)
- Jorge Eduardo Romero
- Ángel Sánchez (1994–2002)
- Silvio Trucco (2013–nay)
- Mauro Vigliano (2013–nay)

## Armenia
- Knarik Grigoryan (2003–)
- Zaven Hovhannisyan (2005–)
- Ruzanna Petrosyan (2010–)
- Nelli Stepanyan (2009–)

## Úc
- Kirralee Andruschak (2014–)
- Chris Bambridge
- Chris Beath (2011–nay)
- Tony Boskovic
- Matthew Breeze (2001–2012)
- Strebre Delovski (2009–2016)
- Jarred Gillett (2013–nay)
- Peter Green (2006–)
- Kate Jacewicz (2011–)
- Edward Lennie
- Peta McCallum (2013–)
- Alan Milliner (2014–nay)
- Angelo Nardi (2000–2007)
- Simon Przydacz
- Casey Reibelt (2014–)
- Ryan Shepheard  (FIFA Futsal: 2009–)
- Mark Shield (1999–2008)
- Ben Williams (2005–nay)
- Craig Zetter (2006–2010)
- Alireza Faghani(2019-nay), chuyển từ liên đoàn bóng đá iran sang,trước đó ông làm trọng tài bóng đá quốc tế của iran từ năm 2008-2019

## Áo
- Julia-Stefanie Baier (2012–)
- Günter Benkö (1991–2000)
- Barbara Bollenberger (2011–)
- Horst Brummeier
- Oliver Drachta (2010–)
- Thomas Einwaller (2005–)
- Rene Eisner (2010–)
- Markus Hameter (2012–)
- Alexander Harkam (2012–)
- Hubert Forstinger
- Helmut Kohl
- Harald Lechner (2010–)
- Gerald Lehner
- Erich Linemayr
- Hugo Meisl
- Dominik Ouschan (2015–)
- Konrad Plautz (1996–2009)
- Robert Schoergenhofer (2007–)
- Manuel Schuettengruber (2014–)

## Azerbaijan
- Aliyar Aghayev (2013–)
- Tofiq Bahramov
- Sabayel Gurbanova (2013–)
- Rahim Hasanov (2013–)
- Farida Lutfaliyeva (2014–)
- Anar Salmanov (2010–)

## Bahamas
- Wilson Da Costa (2011–)

## Bahrain
- Salah Abbas Alabbasi (2009–)
- Jameel Abdulhusin (2010–)
- Ali Hasan Ebrahim Abdulnabi (2009–)
- Abdulameer Hasan Abbas Mohamed Abdulshaheed (2011–)
- Ibrahim Youssef Al-Doy
- Rami Rashed Ahmed Alkaabi (2012–)
- Mandi Jassim
- Jasim Karim (2001–2009)
- Nawaf Shukralla (2007–)
- Abdulaziz Ahmed Abdulla (2015–)

## Bangladesh
- Mizanur Rahman (2013–)
- Tayeb Hasan Shamsuzzaman (1999–)
- Bhubon Mohon Tarafder (2013–)
- Mohammed Jalal Uddin (2014–)
- Mohammad Jashim Uddin (2014–)

## Barbados
- Gillian Martindale (2009–)
- Adrian Skeete (2011–)
- Trevor Taylor (2008–)

## Belarus
- Oleg Chikun (1999–2005)
- Alexey Kulbakov (2006–)
- Denis Scherbakov (2012–)
- Vitaly Sevostyanik (2009–2012)
- Sergey Shmolik (1994–2008)
- Sergey Tsinkevich (2010–)
- Irina Turovskaya (2008–)
- Valery Vyalichka (2002–2011)
- Vadim Zhuk (1988–1997)
- Kazimir Znaidinsky (1996–2000)

## Bỉ
- Paul Allaerts (2000–2009)
- Louis Baert
- Alexandre Boucaut (2012–nay)
- Frank De Bleeckere (1998–2012)
- Sébastien Delferiere (2010–)
- Virginie Derouaux (2012–)
- Jérôme Efong Nzolo (2008–)
- Guy Goethals
- Serge Gumienny (2003–)
- Erik Lambrechts (2014–nay)
- John Langenus
- Jonathan Lardot (2012–nay)
- Leen Martens (2008–)
- Lois Otte (2014–)
- Alexis Ponnet (1975–1984)
- Sharon Sluyts (2011–)
- Marcel Van Langenhove
- Bart Vertenten (2014–nay)

## Belize
- Christopher Reid (2013–)

## Benin
- Edgard Luc Bada (2013–)
- Coffi Codjia (1994–)
- A. Brice Igue (2004–)
- Viviane Kouélé Igue (2013–)
- Moumouni Kiagou (2011–)
- Akintoye Koole (2013–)
- Aurore Christelle M. Ligan (2012–)
- Rafiatou Anike Sitou (2006–)
- Eugene Tohouegnon (2012–)
- Tognile Alban Zodehougan (2013–)

## Bhutan
- Pema Tshewang (2014–)
- Phurpa Wangchuk (2013–)

## Bolivia
- Jorge Joaquin Antequera Castedo (2005–)
- Luis Barrancos
- Candida Natalia Colque Aldana (2002–)
- Sirley Cornejo Arana (2005–)
- Jose Jaime Jordan Gallardo (2010–nay)
- Oscar Maldonado (2005–)
- Alejandro Jorge Mancilla Rios (2013–nay)
- Raúl Orosco (2009–nay)
- René Ortubé (1992–2009)
- Gery Vargas (2012–nay)

## Bosna và Hercegovina
- Edin Jakupović (2013–)
- Elmir Pilav (2010–)
- Irfan Peljto (2015–)
- Ognjen Valjic (2011–)
- Ivana Vlaic (2007–)

## Botswana
- Joshua Bondo (2007–)
- Lekgotla Johannes (2001–)
- Bolokanang Julia Lekgowe (2011–)
- Kutlwano Leso (2010–)
- Tirelo Mositwane (2013–)
- Omphile Phuthego (2013–)
- Tshepo Mokani Gobagoba (2016–)

## Brasil
- Edílson Pereira de Carvalho
- Arnaldo Cézar Coelho (1969–1989)
- Péricles Cortez (2010–nay)
- Daniella Coutinho Pinto (2012–)
- Marcelo de Lima Henrique (2008–2014)
- Salvio Fagundes (2005–2011)
- Romualdo Arppi Filho (1963–1990)
- Márcio Rezende de Freitas (1989–2005)
- Leonardo Gaciba (2005–2010)
- Regildenia Holanda De Moura (2012–)
- Héber Lopes (2002–)
- Ricardo Marques (2009–nay)
- Ana Karina Marques Valentin Alves (2009–)
- Renato Marsiglia (1990–1994)
- Paulo César de Oliveira (1999–)
- Sandro Ricci (2011–)
- Wilton Sampaio (2013–nay)
- Jorge José Emiliano dos Santos
- Wilson Seneme (2006–)
- Carlos Eugênio Simon (1998–2010)
- Leandro Vuaden (2009–nay)
- José Roberto Wright (1978–1993)
- Simone Xavier de Paula E Silva (2009–)
- Raphael Claus (2015–)
- Luiz Flávio de Oliveira (2015–)
- Anderson Daronco (2015–)

## Brunei
- Mohammad Hasrin Haji Samat (2014–)
- Endy Vyzunny Haji Zainuddin (2014–)
- Hadimin Shahbuddin (2007–)

## Bulgaria
- Hristo Tonchev
- Bogdan Dotchev
- Galiya Echeva (2014–)
- Georgi Kabakov (2013–nay)
- Aleksandar Kostadinov (2010–)
- Tsvetan Krastev (2014–nay)
- Dimitrina Milkova (2010–)
- Nikola Popov (2012–)
- Anelia Sinabova (2003–)
- Stanislav Todorov (2006–)
- Ivaylo Stoyanov (2012–)
- Nikolay Yordanov (2008–)

## Burkina Faso
- Boukari Ouedraogo (2012–)
- Oumarou Alain Ouedraogo (2010–)
- Lassina Paré (1997–2009)
- Louis Sanou (2012–)
- N. Marie Madeleine Somda (2012–)
- Juste Ephrem Zio (2012–)
- Jean Ouattara (2015–)

## Burundi
- Eric Gasinzigwa (2009–)
- Suavis Iratunga (2014–)
- Pacifique Ndabihawenimana (2013–)
- Inès Niyonsaba (2013–)
- Thierry Nkurunziza (2012–)
- Georges Gatogato (2015–)

## Campuchia
- Bunthoeun Lim (2014–)
- Chanketya Thong (2010–)
- Vichhika Tuy (2011–)

## Cameroon
- Thérèse Sylvie Abou'ou (2003–)
- Néant (Sidi) Alioum (2008–)
- Mandeng Cosmas (2012–)
- Antoine Effa (2013–)
- Jeanne Ekoumou (2010–)
- Aurélien Juenkou (2010–)
- Mal Mohamadou (2008–)
- Henry Mouandjo (2009–)
- Christopher Nde (2010–)
- Therese Raissa Neguel (2007–)
- Therese Aimee Nteme Zoa (2006–)

## Canada
- Marie-Soleil Beaudoin (2014–nay)
- Mathieu Bourdeau (2015–)
- Carol Anne Chenard (2006–)
- Sheena Dickson (2013–nay)
- Drew Fischer (2015–)
- David Gantar (2011–nay)
- Hu Liu (2001–)
- Mauricio Navarro (2000–2011)
- Silviu Petrescu (2002–2013)
- Michelle Pye (2007–)
- Steve DePiero (2002–2010)

## Cabo Verde
- Fabricio Duarte (2014–)
- Victor Manuel Rocha Lima (2007–)
- António Rodrigues (2009–)
- Alcidia Maria Silva dos Santos (2008–)
- Manuel Timas (2009–)

## Quần đảo Cayman
- Carline Claudia Reid-Willis (2012–)
- Christophel Stewart (2012–)
- Swason Owen (2010–)

## Cộng hòa Trung Phi
- Eudoxie Séverine Dertin (2012–)
- Prince Arcy Dongombe(2009–)
- Jean Marc Ganamandji (2014–)
- Jean Marie Koyakobo (2013–)
- Sosthene Ngbokaye (2008–)
- Etienne Gabato (2015–)

## Tchad
- Idriss Biani (2008–)
- Adam Cordier (2005–)
- Lamngar Lare (2010–)
- Alhadi Mahamat (2012–)
- Oumar Mahamat Tahir (2006–)

## Chile
- Paola Andrea Barria Panes (2013–)
- Julio Bascuñán (2011–nay)
- Barbra Lynda Celeste Bastias Hormazabal (2006–)
- Maria Belen Carvajal Peña (2010–)
- Gastón Castro (1978–1993)
- Carlos Chandía (2001–2010)
- Eduardo Gamboa (2010–nay)
- Jorge Osorio (2006–nay)
- Enrique Osses (2005–nay)
- Patricio Polic (2010–nay)
- Pablo Pozo (1999–2010)
- Hernán Silva
- Roberto Tobar (2011–nay)
- Claudio Puga (2009–nay)
- Jacqueline Angelica Vargas Erices (2013–)
- Mario Sánchez Yantén

## Trung Quốc
- Tôn Bảo Khiết (1997–2010)
- Qi Fan (2008–)
- Phó Minh (2014–nay)
- Jin He (2013–)
- Juan Li (2012–)
- Mã Ninh (2011–)
- Liang Qin (2010–)
- Zhenlu Shi (2013–)
- Đàm Hải (2004–)
- Wang Di (2011–nay)
- Jia Wang (2007–)
- Zhe Wang (2011–nay)

## Trung Hoa Dân Quốc
- Cao Vinh Phương (2013–)
- Kao Jung-fang (2009–)
- Yu Ming-hsun (2002–)

## Colombia
- Gilberto Aristizábal
- Hernando Buitrago (2006–2015)
- Maria Victoria Daza Ortiz (2014–)
- Jesús Díaz
- Wilson Lamouroux (2013–nay)
- Yeimy Lucero Martinez Valverde (2010–)
- Viviana Muñoz Durango (2011–)
- Juan Ponton Rodriguez (2014–nay)
- Wilmar Roldán (2008–nay)
- Óscar Ruiz (1995–2011)
- Luis Sánchez (2012–nay)
- John Toro Rendón
- José Torres Cadena
- Adrián Vélez (2011–nay)
- Gustavo Murillo (2016–)

## Comoros
- Ali Adelaïd (2009–)
- Soulaimane Ansudane (2010–)
- Noiret Jim Bacari (2012–)

## Congo
- Jean Michel Moukoko (2003–)
- Chancelle Cynthia Imane Ngakosso (2013–)
- Messie Nkounkou (2012–)
- Serge Soumou (2010–)
- Lazard Tsiba (2009–)
- Fitial Charel Just Kokolo (2015–)

## CHDC Congo
- Julie Kanyembo Kyabuta (2011–)
- Jean Claude Kinamvuidi Fuengi (2014–)
- Achille Madila (2012–)
- Ndala Ngambo (2013–)
- Mupemba Ignace Nkongolo (2012–)
- Numbi Pierre Kibingo (2015–)
- Jean Pierre Tshiamala Kabangu (2016–)

## Quần đảo Cook
- John Pareanga (2005–)
- Tupou Patia (2011–)

## Costa Rica
- Marianela Araya Cruz (2014–)
- Rodrigo Badilla
- Henry Bejarano (2011–nay)
- Ricardo Cerdas Sanchez (2006–2014)
- Hugo Cruz (2008–nay)
- William Mattus
- Ricardo Montero (2012–nay)
- Berny Ulloa Morera
- Luis Paulino Siles
- Jeffrey Solís (2009–nay)
- Wálter Quesada (2001–2015)

## Bờ Biển Ngà
- Aya Irene Ahoua (2006–)
- Abou Coulibaly (2013–)
- Denis Dembélé (2009–)
- Noumandiez Doué (2004–)
- Tangba Kambou (2011–)
- Zomadre Sonia Kore (2013–)
- Kouamé N'Dri (2009–)
- Bienvenu Sinko (2012–)
- Kouassi Frederic Francois Biro (2015–)

## Croatia
- Ivan Bebek (2003–)
- Vesna Budimir (2009–)
- Mihaela Gurdon-Basimamovic (2001–)
- Fran Jovic (2014–nay)
- Ante Kulušić
- Damir Matovinović
- Tihomir Pejin (2014–nay)
- Marijo Strahonja (2004–)
- Ivana Martincic (2014–)
- Ante Vucemilovic Simunovic (2007–)
- Domagoj Vuckov (2009–)

## Cuba
- Irazema Aguilera Fuentes (2002–)
- Marcos Brea (2008–)
- Yadel Martínez (2013–nay)
- Annia Navarrete Viera (2006–)
- Michel Raynel Rodríguez Roque (2015–)

## Curaçao
- Juniel Adelina (2015–)
- Michael van der Sande (2016–)

## Síp
- Yannis Anastasiou (2010–)
- Vasilis Dimitriou (2012–)
- Sofia Karagiorgi (2007–)
- Christos Nicolaides (2009–)
- Marios Panayi (2010–)
- Leontios Trattou (2006–)

## Cộng hòa Séc
- Petr Ardeleanu (2013–nay)
- Jana Adamková (2007–)
- Jiří Jech (2007–2010)
- Jan Jílek (2007–2010)
- Libor Kovařík (2006–)
- Eliska Kralovec-Kramlová (2014–)
- Václav Krondl (1993–1998)
- Pavel Královec (2005–nay)
- Radek Matějek (2004–)
- Radek Příhoda (2008–)
- Zbynek Proske (2014–nay)
- Milan Šedivý (−2005)
- Olga Zadinova (2011–)
- Miroslav Zelinka (2011–nay)

## Đan Mạch
- Kenn Hansen (2011–nay)
- Jakob Kehlet (2011–)
- Kristina Husballe (2012–)
- Mads-Kristoffer Kristoffersen (2013–nay)
- Claus Bo Larsen (1996–2010)
- Henning Lund-Sørensen
- Jens Maae (2014–nay)
- Kim Milton Nielsen (1988–2006)
- Peter Mikkelsen (1986–1996)
- Anders Poulsen (2014–nay)
- Peter Rasmussen (2006–)
- Marianne Svendsen (2005–)
- Michael Tykgaard (2012–nay)
- Nicolai Vollquartz (1999–)

## Djibouti
- Djamal Aden (2012–)
- Farah Aden (2012–)
- Souleiman Ahmed Djamal (2015–)

## Dominica
- Rhomie Blanc (2015–)

## Cộng hòa Dominica
- Juan Carlos Hidalgo Baez (2012–)
- Sandy Vásquez (2012–)
- Ramona Zegala Noasil (2013–)

## Ecuador
- José Carpio
- Juan Carlos Cartenga (2015–)
- Susana Nataly Corella Manzo (2014–)
- Byron Moreno (1996-2003)

- Maria Auxiliadora Cornejo Anchundia (2012–)
- Vinicio Espinel (2015–)
- Juana del Rocio Delgado Torres (2006–)
- José Luis Espinel Mena (2007–2014)
- Johana Nataly Haro Capelo (2014–)
- Alfredo Stalin Intriago Ortega (2004–)
- Elías Jácome
- Diego Lara (2009–nay)
- Byron Moreno
- Carlos Orbe (2014–nay)
- Omar Ponce (2009–nay)
- Pedro Ramos
- Carlos Vera (2006–nay)
- Roddy Zambrano (2012–nay)

## Ai Cập
- Essam Abd El Fatah (2001–)
- Gamal El-Ghandour
- Mahmoud Ashour (2011–)
- Mahmoud Zakria El Banna (2014–)
- Mohamed Abd Elmenem El Hanafy (2014–)
- Mohamed Farouk Mahmoud (2006–)
- Gehad Grisha (2008–)
- Mohamed Marouf (2014–)
- Sara Mohamed Ramadan (2014–)
- Ibrahim Nour El Din (2014–)

## El Salvador
- Joel Antonio Aguilar Chicas (2001–)
- Elmer Bonilla (2006–)
- Mirian Patricia Leon Serpas (2013–)
- Marlon Mejía (2006–)
- Cibeles Liduvina Miranda Valencia (2014–)
- Vilma Hayde Montes Lico (2014–)

## Anh
- James Adcock 2011–
- Paul Alcock 1988–2002; Premier League 1995–2000
- Ray Aldous 1962–1966
- David Allison 1980–1997; Premier League 1992–1994
- Gary Aplin 1984–1991
- Bob Armstrong 1971–1974
- Paul Armstrong 2000–2008
- Neville Ashley 1974–1988
- Gerald Ashby 1985–1998; Premier League 1992–1998; FIFA List 1992–1994
- Jim Ashworth 1983–1991
- Ken Aston 1955–1963; FIFA List 1960–1963
- Martin Atkinson 2003–; Premier League 2004–; FIFA List 2006–nay
- Stuart Attwell 2007–; Premier League 2008–2010; FIFA List 2009–2012
- David Axcell 1981–1993
- Mick Bailey 1986–1998
- Steve Baines 1995–2003
- Ken Baker 1971–1987
- Morris Baker 1976–1982
- Peter Baldwin 1962–1974
- John Ball 1984–1986
- Peter Bankes 2014–
- Allan Banks 1979–1986
- Graham Barber 1994–2004: Premier League 1996–2004; FIFA List 1998–2003
- Ron Barker 1967–1971
- Keren Barratt 1981–1994; Premier League 1992–1994
- Neale Barry 1993–2006; Premier League 1997–2005
- Frank Bassett 1971–1973
- Carl Bassindale trợ lý trọng tài 1987–2007
- Anthony Bates 1996–2013
- Steve Bates 1977–1984
- Vernon Batty 1962–1973
- Richard Beeby 1999–2009
- Stephen Bell 1989–1993
- Alan Bennett 1989–1992
- Steve Bennett 1995–2010; Premier League 1999–2010; FIFA List 2001–2006
- Jim Bent 1972–1978
- Carl Berry 2011–
- Don Biddle 1971–1979
- Mike Bidmead 1979–1981
- Ray Bigger 1989–1995
- Martin Bodenham 1981–1998; Premier League 1992–1998; FIFA List 1992–1995
- Bill Bombroff 1978–1980
- Alf Bond 1951–1959; FIFA List
- Darren Bond 2013–
- Alan Bone 1968–1971
- Russell Booth 2004–2013
- Jim Borrett 1981–1994; Premier League 1992–1994
- Terry Bosi 1972–1977
- Carl Boyeson 2002–
- Dr. Dennis Brady 1963–1969
- Norman Brown 2014 -
- John Brandwood 1990–2002
- Peter Brandwood 1956–1966
- Steve Bratt 2006–2010, 2012–
- Jeff Bray 1978–1987
- Derek Brazier 1982–1985
- Kevin Breen 1985–1996
- Mark Brown 2010–
- Alf Buksh 1983–1993
- Mike Bull 2013–
- Jack Bullough 1960–1966
- Tom Bune 1974–1985
- Les Burden 1975–1985
- Bill Burns 1988–2001
- Ken Burns 1961–1978; FIFA List 1969–1978
- Norman Burtenshaw 1962–1973; FIFA List 1965–1973
- Keith Butcher 1974–1980
- Alan Butler 1994–2004
- Noel Butler 1984–1990
- Peter Bye 1961–1968
- Lee Cable 1998–2005
- George Cain 1993–2004
- Norman Callender 1965–1968
- Vic Callow 1979–1994; Premier League 1992–1994
- Roy Capey 1967–1977
- Jim Carr 1959–1968
- John Carter 1987–1993
- Bill Castle 1967–1974
- Jim Cattlin 1960–1967
- Ray Chadwick 1975–1983
- Arnold Challinor 1977–1984
- Ron Challis 1968–1981
- Derek Civil 1972–1983
- Richard Clark 2012–
- David Clarke 1978–1980
- Jim Clarke 1966–1968
- Mark Clattenburg 2000–; Premier League 2004–; FIFA List 2006–nay
- Robin Clay 1973–1975
- Bill Clements 1954–1966; FIFA List
- Brian Coddington 1991–1994, 1996–1999
- Lee Collins 2011–
- Steve Cook 2007–2010
- Colin Cooke 1964–1967
- Keith Arthur Cooper (Swindon) 1987–1996
- Mark Cooper 2000–2004
- Dennis Corbett 1963–1972
- Malcolm Cotton 1984–1987
- David Counsell 1966–1970
- George Courtney 1974–1992: FIFA list 1977–1991
- Mark Cowburn 1998–2007
- Frank Cowen 1952–1969
- Tony Cox 1978–1980
- Ron Crabb 1970–1978
- Ernest Crawford 1954–1966; FIFA List 1964–1966
- David Crick 1997–2004
- Alan Crickmore 1982–1984
- Phil Crossley 2002–2011
- Walter Crossley 1959–1967
- Ian Cruikshanks 1989–1997
- Brian Curson 2000–2006
- Lol Cussons 1967–1969
- Ken Dagnall 1955–1968: FIFA List 1962–1968
- Roy Darlington 1966–1971
- Harold Davey 1965–1976
- Andy Davies 2012–
- Geoff Davis 1964–1966
- Tommy Dawes 1958–1974
- Alan Dawson 1988–1995
- Darren Deadman 2008–
- John Deakin 1980–1992
- Mike Dean 1997–: Premier League 2000–; FIFA list 2003–2013
- Bob Desmond 2006–2007
- Mike Dimblebee 1980–1988
- Arthur Dimond 1965–1971
- Alan Dobson 1979–1981
- Philip Don 1986–1995: Premier League 1992–1995; FIFA list 1992–1995
- Steve Dorr 2005–2009
- Phil Dowd 1998– Premier League 2001–
- Colin Downey 1977–1988
- Darren Drysdale 2004–2009, 2010–
- Scott Duncan 2012–
- Steve Dunn 1992–2006: Premier League 1995–2006; FIFA list 1997–2002
- Paul Durkin 1987–2004: Premier League 1992–2004; FIFA list 1994–2000
- Andy D'Urso 1994–2015: Premier League 1999–2005; FIFA list 2001–2005
- Cliff Duxbury 1960–1966
- Roy Egan 1963–1968
- David Elleray 1986–2003: Premier League 1992–2003; FIFA list 1992–1999
- Arthur Ellis FIFA list 1950s & 60s
- Harry Ellis 1967–1970
- Geoff Eltringham 2009–
- Darren England 2015–
- Eddie Evans 2002–2005
- Karl Evans 2007–2011
- Colin Fallon 1970–1973
- Terry Farley 1975–1981
- Les Faulkner 1963–1966
- Amy Elizabeth Fearn nee Rayner trợ lý trọng tài 2004–
- Douglas Fieldsend 1968–1970
- Carl Finch 1996–1999
- Jim Finney 1959–1972: FIFA list 1962–1971
- Tom Fitzharris 1981–1993
- Mick Fletcher 1995–2006
- George Flint 1973–1982
- Allan Flood 1986–1995
- Peter Foakes 1987–1995: Premier League 1992–1994
- Chris Foy 1996–2015: Premier League 2001–2015
- Dave Foster 2006–2012
- David Frampton 1990–1994: Premier League 1993–1994
- Graham Frankland 1995–2003
- Kevin Friend 2003–: Premier League 2009–
- Roger Furnandiz 1994–2002
- Maurice Fussey 1960–1972
- Dermot Gallagher 1990–2007: Premier League 1992–2007; FIFA list 1994–2002
- Eric Garner 1972–1977
- Sarah Garratt trợ lý trọng tài 2010–2011, 2012–
- Phil Gibbs 2008–
- Tony Glasson 1973–1983
- Norman Glover 1977–1986
- John Goggins 1972–1976
- John Gow 1963–1978
- Fred Graham 2004–2005, 2006–
- Nathaniel Graham 1968–1970
- Alan A Green 1968–1970
- Alf Grey 1972–1983: FIFA list 1977–1983
- Ron Groves 1984–1994
- George Grundy 1961–1966
- Allan Gunn 1977–1994: Premier League 1992–1994; FIFA list 1986–1991
- Ray Guy 1982–1987
- Keith Hackett 1976–1994: Premier League 1992–1994; FIFA list 1981–1991
- Harold Hackney 1959–1968, 1971–1977
- Andy Hall 1997–2012
- Bill J Hall 1970–1974
- Andy Haines 2007–
- Mark Halsey 1996–2013: Premier League 1999–; FIFA list 2001–2006
- Bob Hamer 1985–1993
- Les Hamer 1954–1968
- Alex Hamil 1974–1983
- Bill Handley 1962–1969
- Darren Handley 2014–
- Roy Harper 1961–1969
- Paul Harrison 1986–1995
- Arthur Hart 1970–1975
- Robbie Hart 1986–1996: Premier League 1992–1996
- George Hartley 1968–1973
- Les Hayes 1972–1977
- Peter Hayward 1968–1969
- Mark Haywood 2006–
- Malcolm Heath 1979–1987
- Dennis Hedges 1979–1990
- Grant Hegley 2001–2012
- Terry Heilbron 1993–2000
- Ian Hemley 1985–1996
- Ian Hendrick 1983–1993
- Mark Heywood 2011–
- Brian Hill 1978–1995: Premier League 1992–1995; FIFA list 1985–1993
- Gordon Hill 1966–1975
- Keith Hill 1998–2011, 2013–
- Jeff Hill 1966–1969
- John Holbrook 1993–1995
- Bill Holian 1963–1967
- Arthur Holland 1951–1964; FIFA List
- John Homewood 1966–1979: FIFA list 1972–1979
- Simon Hooper 2008–
- Graham Horwood 2007–2011, 2013–
- John Hough 1973–1986
- Cliff Howell 1970–1974
- Denis Howell 1956–1971
- Kevin Howley 1954–1971: FIFA list 1958–1971
- Allan Hughes 1975–1978
- Edward Hughes 1976–1979
- John Hunting 1968–1984: FIFA list 1973–1984
- David Hutchinson 1978–1990
- Eddie Ilderton 2002–
- John Ireland 1986–1988
- Brian James 1975–1977
- Mike James 1981–1993
- Vince James 1961–1974
- Tony Jenkins 1977–1979
- Eric Jennings 1954–1970: FIFA list: 1966–1970
- Kevin Johnson 2014–
- Ray Johnson 1965–1973
- Walter Johnson 1970–1978
- Ted Jolly 1970–1975
- Arthur Jones 1963–1977
- Mike Jones 1997– Premier League 2008–
- Peter Jones 1988–2002: Premier League 1994–2002; FIFA list 1996–1999
- Ron Jones 1975–1976
- Trevor Jones 1996–2002
- Trevor A Jones 1982–1986
- Bill Jordan 1998–2003
- Phil Joslin 1999–2008
- Ross Joyce 2015–
- Ron Judson 1970–1972
- Chris Kavanagh 2014–
- Alan Kaye 1999–2005
- Syd Kayley 1963–1973
- Jack Kelly 1954–1962; FIFA List
- Mike Kerkhof 1968–1974
- Trevor Kettle 2003–
- Gordon Kew 1966–1977: FIFA list 1974–1977
- John Key 1981–1994 Premier League
- Nick Kinseley 2015–
- Roger Kirkpatrick 1966–1979
- John Kirkby 1987–2000
- Fred Kirkham 1903–1907
- Tom Kirkham (bắt trận Chung kết Cúp FA 1912)
- David Laing 1965–1973
- Oliver Langford 2008–
- David Laws 1995–2003
- Graham Laws 1996–2010
- Ken Leach 1992–2000
- Tony Leake 1995–2006
- Ralph Lee 1970–1976
- Rayford Lee 2006–2008
- Alex Lees 1972–1978
- David Letts 1979–1985
- Gary Lewis 2004–2006, 2007–2008
- Gerrard Lewis 1967–1971
- Ray Lewis 1975–1993: Premier League 1992–1993; FIFA list 1989–1991
- Rob Lewis 2006–2008, 2010–
- William Ling bắt trận chung kết World Cup 1954
- James Linington 2008–
- Derek Lloyd 1974–1983
- Tom Lockett 1967–1969
- Stephen Lodge 1987–2001: Premier League 1992–2001; FIFA list 1992–1997
- Eddie Lomas 1993–2001
- John Lovatt 1979–1987
- Michael Lowe 1972–1982
- Jack Lowry 1963–1965
- Terry Lunt 1989–1997
- Ken Lupton 1985–1995
- Danny Lyden 1963–1972: FIFA list c. 1969–1972
- Kevin Lynch 1992–2000
- Andy Madley 2011–
- Robert Madley 2010– Premier League 2013–; FIFA List 2016-
- Ken Markham 1967–1969
- Andre Marriner 2003–; Premier League 2005–; FIFA List 2009–
- Brian Martin 1975–1982
- Geoff Martin 1964–1966
- John Martin 1978–1993: Premier League 1992–1993; FIFA list 1984–1988
- Steve Martin 2012–
- Cliff Maskell 1976–1982
- Scott Mathieson 1994–2015
- Norman Matthews 1962–1966
- Bob Matthewson 1968–1977: FIFA list 1973–1977
- John McAuley 1984–1988
- George McCabe 1954–1969: FIFA list 1958–1969
- Danny McDermid 2006–2012
- Angus McDonald 1977–1979
- Kevin McNally 1972–1981
- Paul Melin 2004–2008
- Matt Messias 1997–2006; Premier League 2001–2006; FIFA list 2003–2005
- Neil Midgley 1977–1992: FIFA list 1982–1991
- Keith Miller 1984–1988
- Nigel Miller 2003–
- Patrick Miller 2005–2015
- Trelford Mills 1976–1990
- John (Jack) Mitchell 1954–1967
- Roger Milford1981–1994 Premier League 1992–1994
- Dean Mohareb 2011–
- Tony Morrissey 1968–1979
- Terry Morris 1976–1982
- Kelvin Morton 1986–1995: Premier League 1992–1995
- Jonathan Moss 2005–
- John Moules 1981–1993
- Gilbert Napthine 1978–1987
- Harry Nattrass 1933–1947
- Harry New 1960–1975
- Bert Newsome 1973–1983
- Charles Nicholls 1966–1973
- Ricky Nicholson 1964–1972
- Derek Nippard 1967–1978
- Bob Nixon 1981–1993
- George Nolan 1974–1981
- Eric Norman 1961–1966
- Mike North 2000–2001
- Clive Oliver 2004–2011
- Michael Oliver 2007–: Premier League 2010–; FIFA list 2012–nay
- Tony Oliver 1968–1974
- Ray Olivier 1998–2007
- David Orr 1993–1998
- John Osborne 1961–1970
- Derek Owen 1978–1984
- Norman Paget 1970–1973
- Reg Paine 1964–1970
- Tom Pallister 1966–1969
- Jim Parker 1987–1995
- Trevor Parkes 1999–2007
- Jack Parkinson 1959–1966
- Pat Partridge 1966–1981: FIFA list 1971–1981
- Roger Pawley 1988–1993
- Craig Pawson 2008–: FIFA list 2015–
- Donald Payne 1964–1968
- John Pearson 1908–1914
- Roy Pearson 1995–2004
- Mike Peck 1977–1995 Premier League 1992–1995
- Andy Penn 2002–2012
- John Penrose 1987–1989
- Clive Penton 2001–2009
- Bob Perkin 1971–1979
- David Phillips 1985–1992
- David Phillips 2008–2014
- Frank Phipps 1979–1980
- Jim Pickles 1949–1966
- Mick Pierce 1989–1999
- Mike Pike 1997–2008
- Graham Poll 1991–2007: Premier League 1993–2007; FIFA list 1996–2007
- Graham Pooley 1988–1997
- Alan Porter 1973–1981
- Bob Porthouse 1972–1974
- Richard Poulain 1991–1997
- Geoff Powell 1964–1966
- Harry Powell 1972–1975
- Reg Prichard 1965–1968
- D Pritchard 1965–1967
- Lee Probert 2003–: Premier League 2007–; FIFA list 2010–nay
- Phil Prosser 2000–2007
- David Pugh 1996–2004: Premier League 2001–2003
- Dennis Pugh 1967–1972
- John Quinn 1968–1970
- Peter Quinn 2009–2012
- Bob Raby 1970–1974
- William Rawson 1876
- Eric Read 1974–1985
- Frederick Read trọng tài 1946–1954
- Ken Redfern 1978–1993: Premier League 1992–1993
- Mike Reed 1985–2000: Premier League 1992–2000; FIFA list 1993–1997
- Darryl Reeves 1975–1989
- Peter Reeves 1972–1981: FIFA list 1978–1981
- Paul Rejer 1994–2003
- Uriah Rennie 1994–2009: Premier League 1997–2000, 2001–2009; FIFA list 2000–2004
- Peter Rhodes 1954–1967
- Jack Rice 1972–1977
- Harold Richards 1961–1968
- Phil Richards 1994–2002
- David Richardson 1972–1985: FIFA list 1979–85
- Derek Richardson 1975–1981
- Peter J. Richardson 1974–1982
- Ken Ridden 1974–1977
- Mike Riley 1994–2009: Premier League 1996–2009; FIFA list 1999–2009
- Alan Robinson 1973–1986: FIFA list 1983–1986
- Arthur Robinson 1981–1988
- Ivan Robinson 1966–1972
- Maurice Robinson 1979–1987
- Paul Robinson 1996–2007
- Reg Robinson 1974–1980
- Tim Robinson 2012–
- Geoff Roper 1961–1968
- Joe Ross 2001–2005
- Jim Rushton 1987–1996
- Steve Rushton 2009–2014
- Mike Russell 2004–
- Michael Ryan 1999–2006
- Graham Salisbury 2001–
- Ken Salmon 1974–1985
- Chris Sarginson 2008–
- Alan Saunders 1978–1986
- Edward Scales 1982–1986
- Paul Scoble 1991–1993
- David Scott 1980–1990
- Graham Scott 2008–
- Mark Scott 1978–1987
- Ken Seddon 1959–1967
- Colin Seel 1973–1987
- Alan Seville 1978–1991
- Jeff Sewell 1975–1980
- David Shadwell 1991–1993
- Lester Shapter 1974–1992
- Don Shaw 1970/80s
- Darren Sheldrake 2009–
- Ray Shepherd 1990–1994
- Rob Shoebridge 2006–2014
- Alan Simmons 1988–1991
- Jeremy Simpson 2012–
- Trevor Simpson 1984–1991
- Malcolm Sinclair 1966–1979
- Gurnam Singh 1989–1999
- Jarnail Singh 2004–2010
- George Singleton 1967–1969
- Arthur Smith 1989–1994
- David Smith 1959–1974: FIFA list 1968–1974
- Dennis Smith 1976–1978
- Ivan Smith 1970–1976
- Jeff Smith 1991–1992
- Arthur Sparling 1957–1966
- Trevor Spencer 1971–1985
- Rex Spittle 1962–1970
- Brian Stevens 1975–1991
- Seb Stockbridge 2013–
- Ken Stokes 1956–1967
- Frazer Stretton 1995–2004
- Keith Stroud 2004–: Premier League 2007–
- Howard Victor Aldridge Stott 1956–1959
- Keith Styles 1967–1979
- Rob Styles 1996–2009: Premier League 2000–2009; FIFA list 2002–2009
- Gary Sutton 2005–2007, 2009–
- Lee Swabey 2015–
- Kenneth Sweet 1970–1973
- Steve Tanner 2003–2013: Premier League 2007–; FIFA list 2008–2009
- Anthony Taylor 2006–: Premier League 2010–; FIFA list 2013–nay
- Howard Taylor 1980–1989
- Jack Taylor 1958–1977:  FIFA list 1963–1977
- Mike Taylor 1973–1984
- Paul Taylor 1990–1993, 1995–2010
- John Thacker 1962–1973
- Mike Thorpe 2002–2010
- Paul Tierney 2009–
- Ray Tinkler 1961–1976
- Joe Timmons 1987–1989
- Steve Tomlin 1999–2005
- Ben Toner 2015–
- Ray Toseland 1971–1981
- Gordon Trevett 1973–1976
- Colin Trussell 1985–1993
- Dennis Turner 1968–1979
- Alan Turvey 1973–1978
- Peter Tyldesley 1979–1991
- George Tyson 1978–1990
- Paul Vanes 1984–1995
- Danny Vickers 1979–1990
- Paul Vosper 1981–2003: Premier League 1987–2003; FIFA List- 1995–2001
- Keith Walker 1961–1973: FIFA list 1970–1973
- Dave Wallace 1964–1976
- Peter Walters 1965–1976
- Peter Walton 1998–2012
- Ken Walmsley 1974–1988
- Jim Warburton 1966–1968
- Gavin Ward 2007–
- Tony Ward 1980–1993: Premier League 1993
- Mike Warner 1979–1981
- Mark Warren 1998–2005
- Maurice Washer 1970–1972
- John Watson 1986–1995
- Jock Waugh 2009–2014
- David Webb 2008–
- Derek Webb (Sale) 1978–1982
- Graham Horwood 2007–2011
- Howard Webb 2000–2014: Premier League 2003–2014; FIFA list 2005–2014
- Colin Webster 2000–2012
- Alan R C Weller 1964–1967
- David F C Wells 1964–1967
- Trevor West 1988–1997
- Jim Whalley 1972–1974
- Clive White 1973–1983: FIFA list 1977–1982
- Dean Whitestone 2006–
- Alan Wiley 1995–2010: Premier League 1999–2010
- Clive Wilkes 1990–2003: Premier League 2001–2003
- Alan Wilkie 1988–2000: Premier League 1993–2000
- Gary Willard 1990–2000: Premier League 1994–2000; FIFA list 1996–1999
- Harold Williams 1966–1975
- John Williams 1971–1976
- Iain Williamson 2002–
- Peter Willis 1972–1986
- Harry Wilson 1961–1966
- Norman Wilson 1981–1986
- Dick Windle 1954–1967
- Jeff Winter 1992–2004: Premier League 1995–2004
- Roger Wiseman 1986–1994
- Andy Woolmer 2004–
- Joe Worrall 1976–1995: Premier League 1992–1995; FIFA list 1981–1992
- Jack Wrennall 1971–1979
- Kevin Wright 2003–
- Philip (Pip) Wright 1986–1995
- Ken Wynn 1966–1973
- John Yates 1966–1977

## Guinea Xích đạo
- Joaquin Esono Eyang (2013–)
- Expedito Moro (2005–)
- Acacio Nguema Mibuy (2005–)
- Juan Nsi Mbemgono (2011–)
- Diosdado Nzibi (2011–)
- Antonio Ondo (1994–)
- Juliana Mibuy Onva Okomo (2012–)

## Eritrea
- Berhane Dangew (2004–)
- Amanuel Eyob (2004–)
- Luelseghed Ghebremichael (2004–)
- Idris Mehammed Osman (2015–)

## Estonia
- Hannes Kaasik (2006–)
- Sten Kaldma (1998–2009)
- Sten Klaasen (2012–)
- Silver Kõiv (2012–)
- Jaanus Mutli (2005–)
- Neeme Neemlaid (2013–)
- Hannes Reinvald (2000–)
- Eiko Saar (2011–)
- Kristo Tohver (2010–)
- Dmitri Vinogradov (2005–)

## Ethiopia
- Haileyesus Bazezew (2012–)
- Siamregn Dagne (2004–)
- Zekarias Fega Girma (2005–)
- Lemma Nigussie (2014–)
- Tsige Sisay (2005–)
- Belay Tadesse (2014–)
- Ledya Tafesse (2005–)
- Kine Tibebu
- Bamlak Tessema Weyesa (2009–)

## Quần đảo Faroe
- Petur Reinert (2007–)

## Fiji
- Andrew Anand Achari(2005–)
- Ravitesh Behari (2013–)
- Salesh Chand (2008–)
- Rakesh Varman (2000–)
- Finau Vulivuli (2008–)

## Phần Lan
- Dennis Antamo (2012–nay)
- Tony Asumaa (2003–2012)
- Mattias Gestranius (2009–)
- Kirsi Heikkinen (2002–)
- Jouni Hietala (2005–2008)
- Martti Hirviniemi (1958–1980)
- Jouni Hyytiä (1997–2009)
- Jari Järvinen (2012–nay)
- Petteri Kari (1999–2011)
- Georg Krutelew (1970–1978)
- Ifeoma Kulmala (2014–)
- Lina Lehtovaara (2009–)
- Antti Munukka (2010–)
- Tero Nieminen (2008–2011)
- Markku Paunonen (1996–?)
- Mikko Vuorela (1995–2007)
- Ville Nevalainen (2014–nay)

## Pháp
- Benoît Bastien (2014–nay)
- Marc Batta (1990–1998)
- Wilfrid Bien
- Gérard Biguet (1982–1992)
- Sabine Bonnin (2007–)
- Stéphane Bré (1998–2008)
- Ruddy Buquet (2011–nay)
- Georges Capdeville
- Alexandre Castro
- Tony Chapron (2007–)
- Bruno Coué
- Laurent Duhamel (1999–)
- Saïd Ennjimi (2008–)
- Didier Falcone
- Fredy Fautrel (2007–)
- Stephanie Frappart (2009–)
- Antony Gautier (2010–)
- Maurice Guigue
- Christian Guillard
- Florence Guillemin (2005–)
- Rémi Harrel
- Lionel Jaffredo
- Philippe Kalt (1998–2009)
- Stéphane Lannoy (2006–2014)
- Bertrand Layec (2002–2009)
- Damien Ledentu (2005–2009)
- Philippe Malige
- Benoît Millot (2014–nay)
- Sébastien Moreira
- Hervé Piccirillo (2005–2008)
- Éric Poulat (1999–2006)
- Joël Quiniou (1980–1994)
- Nicolas Rainville (2013–nay)
- Alain Sars (1993–2006)
- Marcel Slawick
- Olivier Thual (2007–)
- Clément Turpin (2010–)
- Michel Vautrot (1975–1990)
- Gilles Veissière (1992–2004)
- Nelly Viennot
- Pascal Vileo
- Robert Wurtz (1970–1987)
- Severine Zinck (2009–)

## Gabon
- Jean-Fidele Daramba
- Christian Mouity (2009–)
- Pierre Mounguegui
- Gil Ndume (2004–)
- Patricia Obone Obiang (2008–)
- Eric Otogo-Castane (2011–)
- Yves Roponat (2008–)
- Beranger Woungui (2013–)
- Kossi Azaleko (2013–)

## Gambia
- Bakary Camara (2011–)
- Bakary Papa Gassama (2007–)
- Maudo Jallow (2009–)
- Ansu Jatta (2005–)
- Sheriff Njie (2013–)
- Omar Sallah (2013–)

## Gruzia
- Tornike Gvantseladze (2013–)
- Levan Paniashvili (2000–)
- Lasha Silagava (2005–)
- George Vadachkoria (2007–)

## Đức
- Deniz Aytekin (2011–)
- Christine Baitinger (2004–)
- Felix Brych (2007–nay)
- Bastian Dankert (2014–nay)
- Christian Dingert (2013–nay)
- Herbert Fandel (1998–2009)
- Marco Fritz (2012–nay)
- Manuel Gräfe (2007–)
- Bernd Heynemann (1988–1999)
- Riem Hussein (2009–)
- Thorsten Kinhöfer (2006–2013)
- Knut Kircher (2004–2012)
- Hellmut Krug (1991–2001)
- Marija Kurtes (2013–)
- Markus Merk (1992–2008)
- Florian Meyer (2002–2013)
- Adolf Prokop (1972–1988)
- Babak Rafati (2008–2011)
- Daniel Siebert (2015–)
- Peter Sippel (2003–2011)
- Wolfgang Stark (1999–2014)
- Bibiana Steinhaus (2005–)
- Tobias Stieler (2014–nay)
- Karl-Heinz Tritschler
- Franz-Xaver Wack (2000–2007)
- Michael Weiner (2002–2012)
- Tobias Welz (2013–nay)
- Felix Zwayer (2012–)

## Ghana
- Prosper Adii (2014–)
- William Agbovi (2004–)
- Delight Alorbu (2012–)
- Joyce Obenewa Appiah (2014–)
- Benjamin Dwomoh
- Hamidu Bomison (2007–)
- Theresa Bremansu (2013–)
- Cecil Fleischer (2008–)
- Joseph Lamptey (2005–)
- Daniel Laryea (2014–)
- Reginald Lathbridge (2006–)
- George Lantei Lamptey (Major) (1955–1974; FIFA List: 1963–1974)
- Christine Enyonam Ziga (2010–)

## Hy Lạp
- Eleni Antoniou (2014–)
- Anastassios Kakos (2008–)
- Charalampos Kalogeropoulos (2015–)
- Dimitrios Kalopoulos (2008–)
- Michalis Koukoulakis (2008–)
- Eleni Lampadariou (2010–)
- Efthalia Mitsi (2005–)
- Anastasios Sidiropoulos (2011–nay)
- Ilias Spathas (2010–)
- Stavros Tritsonis (2010–)
- Kyros Vassaras
- Christoforos Zografos

## Grenada
- Valman Bedeau  (1997–)
- George Phillip (1999–)

## Guatemala
- Carlos Batres (1996–)
- Fredy Burgos Escobar
- Mario Escobar (2013–nay)
- Lesbia Aracely Garcia (2013–nay)
- Juan Carlos Guerra (2007–)
- Walter López (2006–nay)
- Rómulo Méndez
- Jonathan Polanco (2013–nay)
- Elmar Rodas (2005–)
- Oscar Reyna (2010–nay)

## Guinée
- Aboubacar Bangoura (2004–)
- Ousmane Camara (2013–)
- Aissatou Inter Keita (2004–)
- Yakhouba Keita (2004–)
- Baba Leno (2013–)
- Therese Sagno (2003–)
- Jose Luis Urena Ramos (1981–1983)
- Sékou Ahmed Touré (2005–)

## Guiné-Bissau
- Gilberto dos Santos (2012–)
- Ross Leopoldina Dayves (2004–)
- Fidel Gomes (2005–)
- João Soares da Gama (2005–)

## Guyana
- Winston Duff (1998–2004)
- Otis James (1999–)
- Sherwin Johnson (2012–)
- Nicola Joseph (2010–)
- Stanley Anthony Lancaster (2004–)
- Roy McArthur (2002–)
- Sherwin Moore (2013–)
- Maurees Skeete (2014–)

## Haiti
- Judith Ambroise (2014–)
- David Edren (2007–)
- Alain Georges (2010–)
- Rosnick Grant (1993–)
- Edouard Guidner (2007–)
- Allan Jacques (2012–)
- Walner Laventure (2011–)
- Joanne Monestime (2014–)
- Adzer Ariznat (2015–)

## Honduras
- Erick Rigoberto Andino Medina (2011–2014)
- Melissa Paola Borjas Pastrana (2013–)
- Armando Castro (2011–nay)
- Raúl Castro (2011–nay)
- Melvin Matamoros (2014–nay)
- Rodolfo Martínez Mejía
- José Molina (2008–)
- Oscar Moncada (2008–)
- Marlon Muñoz (2008–)
- José Pineda (1999–)
- Hector Rodríguez (2011–nay)
- Ricardo Zelaya (2004–)

## Hồng Kông
- Thomson Chan (HKFA: 1969–1990; FIFA list: 1975–1990)
- Ho Wai Sing (2011–)
- Ng Chiu Kok (2007–)
- Ng Kai Lam (2004–)
- Bik Chi Law (2013–)
- Kwok Man Liu (2008–)
- Liêu Quốc Văn (2008–)
- Kui Sum Tong (2008–)
- Hoàng Chí Đằng (2006–2010)

## Hungary
- Sándor Andó-Szabó (2008–)
- Ferenc Bede (1998–2007)
- Tamás Bognár (2009–nay)
- Gyöngyi Krisztina Gaál (2002–)
- Viktor Kassai (2003–nay)
- Katalin Anna Kulcsár (2004–)
- Adam Farkas (2015–)
- Sándor Puhl (1988–2000)
- Zsolt Szabó (1999–)
- Eszter Urbán (2010–nay)
- István Vad (2007–)
- László Vágner (1991–1998)

## Iceland
- Thorvaldur Árnason (2010–)
- Thóroddur Hjaltalín (2010–)
- Gunnar Jarl Jónsson (2012–)
- Gardar Örn Hinriksson (2005–)
- Kristinn Jakobsson (1997–)
- Johannes Valgeirsson (2004–2011)

## Ấn Độ
- Rowan Arumughan (2009–)
- Provat Arun Som (1964–1967)
- Pranjal Banerjee (2014–)
- Praveer Bose (1999–)
- Rahul Dsa (2014–)
- Arjunan Gowder (2005–)
- Tejas Nagvenkar (2014–)
- Pratap Singh Patwal (2009–)
- Maria Piedade Rebello (2007–)
- Santhosh Kumar (2011–)
- Suresh Srinivasan (1999–)
- Ranadhir Sow (1992–1999)

## Indonesia
- Agus Fauzan Arifin (2013–)
- Handri Kristanto (2014–)
- Thoriq Munir Alkatiri (2014–)
- Oki Dwi Putra Sanjaya (2014–)

## Iran
- Mohammad Reza Akbarian (2013–)
- Hasan Akrami (2013–nay)
- Mooud Bonyadifard (2013–nay)
- Mohammad Fanaei (1990–2000)
- Bijan Heidari (2015–)
- Payam Heidari (2015–)
- Jamileh Keshavarz (2014–)
- Ashkan Khorshidi (2013–nay)
- Hedayat Mombini (2003–)
- Masoud Moradi (2001–2010)
- Saltanat Norouzi (2010–)
- Saeid Mozaffari Zadeh Yazdi (2007–)
- Mohsen Torky (2003–)
- Shiva Yari (2010–)

## Iraq
- Ala Abdul (1997–)
- Sabah Abid (2003–)
- Ali Sabah Adday Al-Qaysi (2009–)
- Samir Akool (2004–)
- Wathik Al-Baag (2012–)
- Haitham Mohammed Ali (2009–)
- Fahmi Al-Qaimaqchi (1948–1966)
- Kadhum Auda Lazim (2003–)
- Falah Abid Saad (2009–)
- Mohanad Qasim Eesee Sarray (2011–)

## Ireland
- Anthony Buttimer
- Damien Hancock
- Alan Kelly (2002–)
- David McKeon (2004–)
- Paul McLaughlin (2013–nay)
- Rob Rogers
- Ian Stokes (2004–)
- Stuart Templeman

## Israel
- Lilach Asulin (2008–)
- Abraham Klein
- Orel Grinfeeld (2012–)
- Eli Hacmon (2010–)
- Asaf Kenan (2003–)
- Meir Levi (2000–)
- Liran Liany (2010–)
- Menashe Masihah (2009–)
- Roi Reinshreiber (2014–)
- Eitan Shemeulevitch (2012–)
- Alon Yefet (2001–)

## Ý
- Luigi Agnolin (1978–1992)
- Fabio Baldas (1986–1994)
- Luca Banti (2009–nay)
- Paolo Bergamo (1979–1988)
- Paolo Casarin (1978–1988)
- Piero Ceccarini (1992–1999)
- Pierluigi Collina (1995–2005)
- Antonio Damato (2010–nay)
- Andrea De Marco (2007–2013)
- Massimo De Santis (2000–2006)
- Paolo Dondarini (2005–)
- Stefano Farina (2001–2007)
- Valentina Garoffolo (2014–)
- Sergio Gonella
- Marco Guida (2014–nay)
- Tullio Lanese (1985–1992)
- Concetto Lo Bello
- Rosario Lo Bello
- Luciano Luci (1985–1994)
- Davide Massa (2014–nay)
- Paolo Mazzoleni (2011–)
- Domenico Messina (1998–2007)
- Daniele Orsato (2010–)
- Pierluigi Pairetto (1989–1998)
- Graziella Pirriatore (2013–)
- Nicola Rizzoli (2007–2017)
- Gianluca Rocchi (2008–)
- Roberto Rosetti (2002–2010)
- Silvia Tea Spinelli (2003–)
- Paolo Tagliavento (2007–)
- Matteo Trefoloni (2004–)
- Paolo Valeri (2011–nay)
- Carina Susana Vitulano (2005–)

## Jamaica
- Courtney Campbell (2004–2013)
- Kevin Morrison (2008–)
- Peter Prendergast
- Kevin Thomas (2008–)
- Dwight Royal (2012–nay)
- Valdin Legister (2010–nay)
- Karl Tyrell (2015–)
- Veralton Nembhard (2015–)

## Nhật Bản
- Kamikawa Toru (1998–2007)
- Hiroyuki Kimura (2014–nay)
- Hajime Matsuo (2005–)
- Nishimura Yuichi (2004–2014)
- Kenji Ogiya (2007–)
- Takuto Okabe (2015–)
- Masayoshi Okada (1993–2003)
- Toshikazu Sano
- Shizuo Takada (1984–1994)
- Hiroyoshi Takayama (2004–)
- Minoru Tōjō (2007–)
- Masaaki Toma (2005–)
- Yudai Yamamoto (2011–nay)
- Jumpei Iida (2011–nay)
- Ryuji Sato (2009–2022)
- Yusuke Araki (2017–nay)
- Ryo Tanimoto (2022–nay)

## Jordan
- Ahmad Yacoub Ibrahim (2014–nay)
- Mohammad Abu Loum (2005–)
- Adham Makhadmeh (2013–nay)
- mohammad arafeh (2010–)
- Ahmed Alali (2015–)
- Murad Zawahreh
- Ismael Alhafi (2000 - 2008)
- Naser Alghafari (2003 - 2012)

## Kazakhstan
- Pavel Saliy (2003–)

## Kenya
- Alfred Ndinya (1999–)
- Mpaiwa Israel (2014–)
- Sylvester Kirwa (2009–)
- Davies Omweno (2010–)
- Anthony Ogwayo (2012–)
- Israel Mpaima (2014–)
- Andrew Otieno (2014–)

## CHDCND Triều Tiên
- Hwang Thae Ho (2004–)
- Kang In Chol (2006–)
- O Thae Song (2003–)

## Hàn Quốc
- Choi Myung-yong (2007–)
- Kim Dong-jin (2005–)
- Kim Eui Soo (2007–)
- Kim Jong-hyeok (2009–nay)
- Kim Sang-woo (2008–)
- Young-Joo Kim
- Ko Hyung-jin (2009–nay)
- Lee Min-hu (2005–)
- Kim Dae-yong (2012–nay)
- Kim Hee-gon (2013–nay)

## Kuwait
- Jasem Ahmad (2014–nay)
- Atallah Jatli Al Enezi (2005–)
- Naser Al Enezi (2001–)
- Mahammad Al Shemmari (1998–)
- Saad Mane
- Ali Shaban (2009–)
- Yousef Al-Marzouq (2009–)

## Kyrgyzstan
- Muzaffar Abdullaev (2005–)
- Emil Busurmankulov (2002–)
- Dmitriy Mashentsev (2004–)
- Timur Faizullin (2009–)
- Rysbek Shekerbekov (2011–)

## Lào
- Sipaseuth Sinbandith (2005–)
- Visith Sengamphanh (2013–)

## Latvia
- Andrejs Sipailo (2000–)
- Aleksandrs Anufrijevs (2009-)
- Ivars Caune (2010-)
- Aleksandrs Golubevs (2013-)
- Mareks Ķere (2012-)
- Edgars Maļcevs (2014-)
- Dmitrijs Naļivaiko (2013)

## Liban
- Andre El Haddad (2007–)
- Radwan Ghandour (2003–)
- Mohammad Mansour (2000–)
- Tallat Najm (1984–)
- Sarkis Demirdjian (1962–1983)
- Ahmad Jassem (2014–nay)
- Ali Reda (2013–nay)
- Hussein Abo Yehia (2013–)

## Lesotho
- Maponyane Daniel Letsie (2004–)
- Moeti Mpopo (2001–)
- Paul Phomane (1999–)
- Sentso Mohau (2000–)
- Mapoho Mapoho (2010–)
- Tsoeu Thabo (2010–)
- Tankiso Maseru (2010–)
- Kotoa Khosola (2010–)
- Osiase Koto (2010–)

## Liberia
- Isaac Montgomery (2013–)
- Jerry Yekeh (2009–)

## Libya
- Jamel Ambaya (2001–)
- Yousef Alghoul
- Wahid Tamuni (1999–)
- Muhammad Azzalook (2009–)
- Abdallah Baesus Ashraf (2013–)
- Mohamed Ragab Omar (2008–)

## Litva
- Paulius Malžinskas (2001–)

## Luxembourg
- Sven Bindels (2011–nay)
- Alain Hamer (1993–)
- Abby Toussaint (2005–)
- Luc Wilmes (2002–)

## Ma Cao
- Wong Kuan Lon (1998–)

## Macedonia
- Dejan Jakimovski (2013–)
- Dimitar Meckarovski (2008–)
- Ivana Projkovska (2012–)
- Aleksandar Stavrev (2006–)
- Irena Velevackoska (2014–)

## Madagascar
- Hubert Andriamiharisoa (2006–)
- Floriant Raolimanana (2000–)
- Hamada Nampiandraza (2011–)
- Andofetra Rakotojaona (2014–)

## Malawi
- Bester Kalombo
- Patrick Kapanga (2003–)
- Verson Lwanja (2001–)
- Kalyoto Ngosi (2003–)
- Duncan Lengani (2010–)
- Dennis Nguluwe (2010–)

## Malaysia
- Mohd Nafeez Abdul Wahab (2008–)
- Letchmanasamy Kathirveloo
- Danny Kim Heng (2003–)
- Subkhiddin Mohd Salleh (2000–2011)
- Krishnan Ramachandran (2001–)
- Rosdi Shaharul (2004–)
- Mohd Amirul Izwan Bin Yaacob (2012–nay)
- Nagor Amir Noor Mohamed (2011–)
- Suhaizi Shukri (2011–)

## Maldives
- Riyaz Rasheed (2001–)
- Ali Saleem (1995–2008)

## Mali
- Koman Coulibaly (1999–)
- Ousmane Karembe (2005–)
- Sidi Bekaye Magassa
- Boubacar Sidibé (2009–)
- Ousmane Sidibé (2006–)
- Boubou Traoré (2013–)
- Mahamadou Keita (2009–)

## Malta
- Marco Borg (2008–)
- Chris Lautier (2005–)
- Anton Zammit (1995–)

## Mauritania
- Ali Lemghaifry (2005–)
- Mohamed Bourge (2002–)
- Mohamed Hamada (2008–)
- Mohamed Ould Lemghambodj (1998–)
- Amadou Thiam (2012–)

## Mauritius
- Edwin Picon-Ackong
- Lim Kee Chong
- Seethiah Ram (2005–)
- Dharmanand Roopnah (2002–)
- Rajindraparsad Seechurn (2004–)
- Dharamveer Hurbungs (2012–)
- Parmendra Nunkoo (2008–)
- Ahmad Imtehaz Heeralall (2016–)
- Ganesh Chutooree (2010–)

## México
- Benito Archundia (1993–2010)
- Germán Arredondo (2001–2010)
- Arturo Brizio Carter
- Jorge Rojas Castillo (2013–nay)
- Edgardo Codesal
- Paul Delgadillo (2008–nay)
- Hugo León Guajardo (2004–2010)
- Erick Yair Miranda Galindo (2016-)
- Quetzalli Alvarado Godinez (2004–nay)
- Mauricio Morales (2004–2012)
- Antonio Márquez Ramírez
- Marco Rodríguez (1999–2014)
- Roberto García Orozco (2007–nay)
- Francisco Chacón (2009–nay)
- Ricardo Arellano (2010–2013)
- José Alfredo Peñaloza (2010–nay)
- Jorge Eduardo Gasso Flores (2011–2012)
- Fernando Guerrero (2014–nay)
- César Arturo Ramos (2014–nay)
- Oscar Macías Romo (2015–)
- Luis Santander (2015–)
- Francia Gonzalez (2013–nay)
- Alondra Arellano (2010–nay)

## Moldova
- Veaceslav Banari (2003–)
- Igor Satchi (2007–)
- Ghennadi Sidenco (2006–)

## Montenegro
- Jovan Kaludjerović (2008–)
- Pavle Radovanović (2008–)
- (Miodrag Radulovic) (2001–2010)

## Maroc
- Said Belqola (1993-2001)
- Abdellah El Achiri (2000–)
- Bouchaïb El Ahrach (2008–)
- Khalid Ennouni (2008–)
- Mohamed Guezzaz (1997–2007)
- Khalid Ramsis (2008–)
- Khalil Rouaissi (2002–)
- Said Tahri (2001–)
- Hicham Tiazi (2010–)
- Noureddine El Jaafari (2013–)
- Rédouane Jiyed (2009–)
- Samir Guezzaz (2016–)

## Mozambique
- Justino Faduco (1999–)
- Mateus Infante (1996–)
- Antonio Massango (1996–)
- Aníbal António (2012–)
- Samuel Chirindza (2010–)
- José Rachide (2008–)

## Myanmar
- U Win Cho (2004–)
- U Hla Tint (2004–)

## Namibia
- Arvo Mufeti (2003–)
- Alex Simataa Tiyeho (2006–)
- Jackson kamboando(2011–)
- Leston Nangombe (2015–)
- Jackson Pavaza (2015–)
- Jonas Shongedi (2013–)

## Nepal
- Dilip Rajak (1999–)
- Gyanu Shrestha (1993–)
- Surendra Sikhrakar (1997–)

## Hà Lan
- John Blankenstein (1985–1995)
- Kevin Blom (2005–)
- Ruud Bossen (2001–2007)
- Eric Braamhaar (2002–2011)
- Charles Corver (1972-1983)
- Ben Haverkort (2002-2006)
- Leo Horn
- Jack van Hulten
- Dick Jol (1993–2001)
- Jan Keizer (1972-1989)
- Björn Kuipers (2006–nay)
- Richard Liesveld (2008–nay)
- Roelof Luinge (1992–2000)
- Danny Makkelie (2011–nay)
- Bas Nijhuis (2007–)
- René Temmink (2001–2006)
- Pol Van Boekel (2008–)
- Mario van der Ende (1990–2002)
- Dick van Egmond (1997–2007)
- Tom van Sichem
- Pieter Vink (2004–2010)
- Jan Wegereef (1995–2007)
- Peter Gans (1975–1983)

## Nouvelle-Calédonie
- Médéric Lacour (2016–)

## New Zealand
- Ross Anderson (trợ lý trọng tài 1992–1993)
- John Berry (trợ lý trọng tài ca.1997–1998)
- Brent Best (trợ lý trọng tài 2004–2012)
- Linda Black (ca.1992-ca.1996)
- Nadia Browning (trợ lý trọng tài 2013–2015)
- Matt Conger (2013–nay)
- Jamie Cross (2010–2012)
- Tom Delahunty (1969–1984)
- Charles Dickey (khoảng năm 1960)
- Gary Fleet (1980–1993)
- Neil Fox (ca.1996–2008)
- Lynn Fox (trợ lý trọng tài 2000–2001)
- Ron Gallon (1990–1991)
- Bruce Grimshaw (ca.1997–2000)
- Ron Harries (1972-ca.1979)
- Michael Hester (2007–2011)
- Jan Hintz (trợ lý trọng tài 2008–)
- Ian Hiscox (trợ lý trọng tài khoảng năm 1994–1997, 1999)
- Sarah Jones (nee Walker) (trợ lý trọng tài 2014–)
- Anna-Marie Keighley (2010–)
- Chris Kerr (2012)
- Glen Lochrie (trợ lý trọng tài 2008–????)
- Simon Lount (trợ lý trọng tài 2012–)
- Ewen McDonald (trợ lý trọng tài khoảng năm 1997–1999)
- Robin McDonald (khoảng năm 1960–1985)
- Darrin Mitchell (trợ lý trọng tài 2004–2006)
- Kevin Moffat (trợ lý trọng tài 1997–1999)
- Peter O'Leary (2003–)
- Alan Pedley (trợ lý trọng tài ca.1997–1999)
- Howard Potter (1996–1997, trợ lý trọng tài 1992–1994)
- Brian Precious (ca.1997–1999)
- Steven Ray (trợ lý trọng tài 1992–1998)
- Derek Rugg (ca.1997–1999)
- Mark Rule (trợ lý trọng tài 2008–)
- Steve Sargent (trợ lý trọng tài 1992–????)
- Paul Smith (trợ lý trọng tài ca.1997–2002)
- Wayne Stapley (trợ lý trọng tài 1997–2004)
- Jacqueline Stephenson (trợ lý trọng tài 2007–)
- Barry Tasker (1988–1996)
- Nicholas van der Salm (trợ lý trọng tài 2011–)
- Nick Waldron (trợ lý trọng tài 2007–20??, trọng tài 2013–)
- Ken Wallace
- David Watkins (trợ lý trọng tài ca.1999)
- Tim Willink (trợ lý trọng tài ca.1997)

## Nicaragua
- José Guerrero (2002–)
- Óscar Dávila (2011–)

## Niger
- Lucien Bouchardeau
- Ibrahim Chaibou (1996–)
- Abdoul-Aziz Hama (2002–)
- Ibrahim Mamane (2007–)
- Assoumane Moussa Gnali (2015–)
- Gomno Daouda (2013–)

## Nigeria
- Emmanuel Imiere (2001–)
- Abdullahi Shuaibu (2014–)
- Abubakar Ago (2009–)
- Joshua Amao (2009–)
- Ferdinand Udoh (2013–)
- Benjamin Odey (2011–)

## Bắc Ireland
- Mark Courtney (2002–)
- David Malcolm (1999–)
- Adrian McCourt (2003–2009)
- Raymond Crangle (2009–)
- Alan Black(?–)
- Malcolm Moffatt
- Alan Snoddy

## Na Uy
- Øyvind Alapnes
- Kjell Alseth (1998–2004)
- Espen Berntsen (2002–2012)
- Ole Hermann Borgan
- Jonny Ditlefsen (1993–94, 1998–00)
- Svein Edvartsen (2013–nay)
- Tore Hansen (2013–nay)
- Terje Hauge (1993–)
- Tom Harald Hagen (2009–)
- Arvid Holmlund (1988–)
- Svein Oddvar Moen (2005–)
- Tom Henning Øvrebø (1994–2010)
- Roy Helge Olsen (1992–2002)
- Rune Pedersen (1987–2001)
- Brage Sandmoen (2003–2008)
- Tommy Skjerven (2001–2012)
- Per Ivar Staberg (2003–2007)

## Oman
- Mahmood Al Ghatrifi (2002–)
- Abdullah Al Hilali (2002–)
- Khamis Al Shammaki (2003–)
- Yaqoob Abdul Baki (2010–)
- Omar Al Yaquobi (2013–)
- Ahmed Al-Kaf (2012–)

## Pakistan
- Irshad ul Haq (trọng tài)
- Khurram Shahzad (trọng tài)
- Hidayat Ullah (trọng tài)
- Shafaat Habib (trợ lý trọng tài)
- Majid Khan (trợ lý trọng tài)
- Muhammad Ali (trợ lý trọng tài)
- Arslan Sharif (trợ lý trọng tài)
- Dilawar Khan (trợ lý trọng tài)

## Palestine
- Mahmoud Al Jaish (2001–)
- Anas Eid (2003–)
- Ibrahim Gharouf (2006–)
- Michael Hanania (2003–)

## Panama
- Roberto Moreno (1996–2014)
- Jafeth Perea (2009–nay)
- Jhon Pitti (2012–nay)
- Ameth Sanchez (2014–nay)
- Rolando Vidal (2002–)
- José Kellys (2015–)

## Papua New Guinea
- Job Minan (2001–)
- Salaiau Sosogan (1997–)
- Amos Anio (2013–)
- Albert Maru (2013–)

## Paraguay
- Carlos Amarilla (1997–2015)
- Ubaldo Aquino (1994–2003)
- Antonio Arias (2005–)
- Enrique Cáceres (2010–nay)
- Epifanio González (1994–2003)
- Gabriel González
- Carlos Maciel
- Ulises Mereles (2011–nay)
- Marilin Miranda (2012–nay)
- Héctor Ortiz
- Julio Quintana (2009–nay)
- Carlos Torres (1998–)
- Mario Díaz de Vivar (2013–nay)

## Peru
- Víctor Carrillo (2005–)
- Henry Gambetta (2010–nay)
- Luis Antonio Garay (2015–)
- Manuel Garay (2002–2014)
- Diego Haro (2013–nay)
- Gilberto Hidalgo
- Enrique Labo Revoredo
- Héctor Pacheco (2002–)
- Víctor Hugo Rivera (2001–2012)
- Percy Rojas (2006–)
- Miguel Santiváñez (2012–nay)
- Luis Seminario (2014–)
- Alberto Tejada Noriega
- Arturo Yamazaki (sau đó nhập tịch Mexico)

## Philippines
- Allan Martinez (2002–)
- Celso Soldevilla (2002–)

## Ba Lan
- Marcin Borski (2006–)
- Grzegorz Gilewski (2001–)
- Jacek Granat (1994–2008)
- Alojzy Jarguz
- Michał Listkiewicz (1983–1996)
- Robert Małek (2001–)
- Szymon Marciniak (2011–)
- Marek Mikolajewski (2004–)
- Tomasz Mikulski (1995–)
- Paweł Raczkowski (2013–nay)
- Daniel Stefański (2013–nay)
- Bartosz Frankowski (2014–nay)
- Tomasz Musiał (2014–nay)

## Bồ Đào Nha
- Lucílio Batista (1996–2010)
- Olegário Benquerença (2001–)
- Paulo Costa (1999–)
- João Ferreira (2003–)
- Marco Bruno Santos Ferreira (2014–)
- António Garrido
- Duarte Nuno Pereira Gomes (2002–)
- Bruno Paixão (2004–)
- Vítor Melo Pereira
- Pedro Proença (2003–2015)
- Jorge Sousa (2006–)
- Carlos Miguel Taborda Xistra (2005–)
- Carlos Silva Valente
- Rui Costa
- Artur Soares Dias (2010–)
- Tiango Martins (2015-)

## Puerto Rico
- Jesus Angel Lebron Delgado (2007–)
- Javier Santos (2007–nay)
- William Anderson (2012–nay)

## Qatar
- Abdulrahman Al-Jassim (2013–)
- Khamis Al-Kuwari (2012–)
- Fahad Al-Marri (2012–)
- Khamis Al-Marri (2010–)
- Abdullah Balideh (2005–)
- Abdulrahman Abdou (2005–)
- Saoud Adba Al Ali (2016–)

## România
- Cristian Balaj (2003–)
- Augustus Constantin (2002–)
- Sorin Corpodean (1997–)
- Alexandru Deaconu (2005–)
- Ioan Igna
- Nicolae Rainea (1967–1984)
- Alexandru Tudor (2001–)
- Ovidiu Hațegan (2008–)
- Ion Craciunescu (1984–)

## Liên Xô và Nga
- Yuri Baskakov (1998–2009)
- Vladislav Bezborodov (2009–nay)
- Valeri Butenko (1981–1991)
- Igor Egorov (2003–2012)
- Alexei Eskov (2012–nay)
- Aleksandr Gvardis (2003–2010)
- Nikolai Ivanov (2000–2010)
- Sergey Ivanov (2014–nay)
- Valentin Ivanov (1997–2006)
- Sergei Karasev (2010–2013)
- Vladimir Kazmenko (2011–2013)
- Sergey Lapochkin (2013–nay)
- Nikolay Latyshev (1952–1963)
- Maksim Layushkin (2009–2013)
- Kirill Levnikov (2016–nay)
- Nikolai Levnikov (1990–2001)
- Vitali Meshkov (2012–nay)
- Alexei Nikolaev (2007–nay)
- Alexey Spirin (1987–1992)
- Miroslav Stupar (1980–1985)
- Stanislav Sukhina (2003–2012)
- Mikhail Vilkov (2012–nay)
- Igor Zakharov (2005–2008)

## Rwanda
- Janvier Buregeya (2003–)
- Michel Gasingwa (1997–)
- Issa Kagabo (2002–)
- Hudu Munyemana (2001–)
- Gervais Munyanziza (2011–)
- Louis Hakizimana (2012–)
- Jean Claude Ishimwe (2015–)

## Saint Kitts và Nevis
- James Matthew (2003–)
- Kimbell Ward (2013–)
- Tristley Bassue (2015–)

## Saint Lucia
- Gilles Arthur (1997–)
- Francis Fanus (1997–)
- John George (2001–)
- Leo Clarke (2011–)

## Saint Vincent và Grenadines
- Moeth Gaymes (2014–)

## San Marino
- Stefano Podeschi (2002–)
- Gabriele Rossi (2004–)

## São Tomé và Príncipe
- Hélio Espírito Santo (1999–)
- Valdemar Cassandra Costa (2002–)
- Ditonil da Costa Lima
- Raul Aguiar dos Santos (2013–)

## Ả Rập Saudi
- Fallaj Al-Shanar (1984–1987)
- Abdullah Al Nasir (1986–1988)
- Ibrahim Al-Omar (1994–2000)
- Abdulaziz Al-Dakhil (1997–2001)
- Mohammed Al-Sharif (1996–2002)
- Abdul Rahman Al-Zaid (1998–2002)
- Yousef Al-Aqeely (2001–2003)
- Omer Al Mehannah (1992–2004)
- Nasser Al-Hamdan (1996–2007)
- Daffer Al Shehri (2004–2007)
- Mamdouh Al Mirdasi (2003–2009)
- Abdulrahman Al Harbi (2005–2009)
- Khalil Al Ghamdi (2003–2014)
- Abdulrahman Al Amri (2003–2015)
- Marai Al-Awaji (2010–)
- Fahad Al-Mirdasi (2011–)
- Saleh Al-Hethlol (2013–)
- Mohammed Al-Hoish (2014–)
- Turki Al-Khudhayr (2014–)
- Shukri Al-Hunfush (2015–)
- Khalid Al-Turais (2016–)

## Scotland
- Greg Aitken
- Crawford Allan
- Euan Anderson
- Graham Beaton
- John Beaton (2012–nay)
- Iain Brines (2003–2009)
- Craig Charleston
- Kevin Clancy
- Kenny Clark (1993–2008)
- Martin Clark
- Willie Collum
- Brian Colvin
- Steve Conroy
- Barry Cook
- Peter Craigmyle
- Bill Crombie
- Andrew Dallas  (2015–nay)
- Hugh Dallas (1993–2002)
- Bobby Davidson
- Stuart Dougal (1996–2007)
- Gavin Duncan
- Stephen Finnie
- Alan Freeland
- Kevin Graham
- Gary Hilland
- Dougie Hope
- Kenny Hope
- Willie Hornby
- Grant Irvine
- Steven Kirkland
- David Lowe
- Craig Mackay
- Bobby Madden
- Eric Martindale
- Jim McCluskey (1980–2000)
- Mike McCurry (1996–2004)
- Dougie McDonald (2000–2010)
- Brian McGinlay (1977–1990)
- John McKendrick
- Steven McLean
- Leslie Mottram (1991–1996)
- Alan Muir
- David Munro
- Calum Murray
- Craig Napier
- Alan Newlands
- Mat Northcroft
- Charlie Richmond (2003–2009)
- Des Roache
- Don Robertson
- Paul Robertson
- Mike Roncone
- Gavin Ross
- John Rowbotham
- Sandy Roy
- George Smith
- Colin Steven
- David Syme
- Bobby Tait
- Mike Taylor
- Craig Thomson
- Louis Thow
- Mike Tumilty
- John Underhill
- Bob Valentine
- Andrew Waddell
- Nick Walsh
- Tiny Wharton
- Scott Wilson
- Brian Winter
- Willie Young

## Sénégal
- Badara Diatta (1999–)
- Falla N'Doye
- Daouda Guèye (2011–)
- Falou Galasse Kane (2014–)
- Malang Diedhiou (2008–)
- Maguette N'Diaye (2011–)

## Serbia
- Zoran Petrović
- Vlado Glodović (2010–)
- Milian Ilic (2015–)
- Srdan Jovanovic (2015–)
- Boško Jovanetić (2008–)
- Milorad Mažić (2009–)
- Dragomir Stanković (2007–)
- Jovan Borović (2002–2007)
- Igor Radojčić

## Seychelles
- Jacques André (2005–)
- Jourdan Benstrong (2003–)
- Jean-Claude Labrosse (2001–)
- Eddy Maillet (2001–)
- Bernard Camille (2011–)
- Nelson Fred (Nelson Emile Fred) (2012–)
- Nelson Emile (2013–)
- Allister Barra (2013–)

## Sierra Leone
- Ahmed Bangura (2008–)
- Ahmed Nasser (2007–)
- Edward Parkinson (1996–)
- Rashid Sanusie (1999–)
- Raymond Coker (2010–)
- Daudu Williams (2009–)

## Singapore
- Abdul Malik Bashir (2002–)
- Abas Daud (2006–)
- S Kumar (2007–)
- Shamsul Maidin (1996–2007)
- Pandian Palaniyandi (2007–2012)
- Sukhbir Singh (2009–)
- Muhammad Taqi Aljaafari Bin Jahari (2012–)
- Leow Thiam Hoe (2009–)
- Jansen Foo (2014–nay)

## Slovakia
- Vladimír Hriňák (1993–2009)
- Ľuboš Micheľ (1993–2008)
- Pavel Olsiak (2005–)
- Anton Stredak (1995–2004)

## Slovenia
- Darko Čeferin (2000–2012)
- Matej Jug (2007–)
- Robert Kranjc (2002–)
- Damir Skomina (2003–)

## Quần đảo Solomon
- Christopher Lengeta (2007–)
- Andrew Moli (2003–)
- John Saohu (2008–)
- Nelson Sogo (2002–)
- Gerald Oiaka (2009–)
- George Time (2010–)

## Somalia
- Abdi Abdulle Ahmed (1998–)
- Moktar Mo'alim Yusuf (2011)
- Hassan Mohamed Hagi (2014–)
- Hagi Wiish (2011–)
- Abdirahman Abdi Omar(1999)

## Nam Phi
- Daniel Bennett (2003–)
- Jerome Damon (2000–)
- Victor Gomes (2011–nay)
- Morgamat Julius (2014–)
- Ian McLeod
- Lwandile Mfiki (2011–nay)
- Jonas Nhlapo (2004–)
- Tinyiko Victor Hlungwani (2011–)
- Kalulasande Qongqo (2013–nay)

## Nam Sudan
- Gait Metodious Oting (2015–)
- Ring Nyier Akech Malong (2015–)

## Tây Ban Nha
- Ramón Azon Roma (World Cup 1950)
- Augusto Lamo Castillo (1977-1985)
- Francisco Bru Sanz
- Manuel Díaz Vega (1991-1999)
- Pedro Escartín
- David Fernández Borbalán (2010–)
- José García Aranda (1991–2000)
- Ignacio Iglesias Villanueva
- Eduardo Iturralde González (1998–2012)
- Jose Gonzalez Gonzalez
- Antonio López Nieto (1991-2002)
- Juan Martínez Munuera (2013 -) (FIFA 2015–)
- Antonio Mateu Lahoz (2004–) (FIFA 2011–nay)
- Luis Medina Cantalejo (2002–2009)
- Carlos Velasco Carballo (2008–)
- Carlos Del Cerro (2013–nay)
- Manuel Mejuto González (1999–2010)
- Carlos Padrós
- Alfonso Pérez Burrull (2002–)
- Emilio Soriano Aladrén (1978-1992)
- Alberto Undiano Mallenco (2004–nay)
- Victoriano Sánchez Arminio  (1978-1989)
- Carlos Clos Gómez (2009–nay)
- Javier Estrada Fernandez (2013–nay)
- Jesus Manzano (2014–nay)
- Alejandro Hernández (2014–nay)

## Sri Lanka
- Hettikamkanamge Perera (2004–)
- Nivon Robesh Gamini (2010–)

## Sudan
- Badr Abdel Gadir (2004–)
- Khalid Abdel Rahman (2001–)
- Ahmed El Nigomi (2004–)
- Sabit Rassas (2002–)
- El Fadil Mohamed (2008–)
- Mutaz Khairalla (2012–)
- El Fatih Wadeed Khaleel (2014–)
- Mahmood Ali Mahmood Ismail (2015–)
- Sabri Mohamed Fadul (2015–)
- Hafiz Abdelghani Alamen (2015–)

## Suriname
- Jerry Budel (2002–)
- Henry Kia (1999–)
- Antonius Pinas (1996–)
- Enrico Wijngaarde (2002–2014)

## Swaziland
- Gilbert Dlamini (2002–)
- Mbongseni Fakudze (2002–)
- Simanga Nhleko (2002–)

## Thụy Điển
- Mohammed Al-Hakim (2015–)
- Andreas Ekberg (2013–nay)
- Ivan Eklind
- Jonas Eriksson (2002–)
- Erik Fredriksson (1973–1989)
- Anders Frisk (1991–2005)
- Peter Fröjdfeldt (2001–2008)
- Martin Hansson (2001–2014)
- Martin Ingvarsson (1997–2010)
- Bo Karlsson
- Ludvig Kornerup
- Daniel Stålhammar (2004–2013)
- Markus Strömbergsson (2006–)
- Leif Sundell

## Thụy Sĩ
- Sascha Amhof (2013–nay)
- Carlo Bertolini (1997–)
- Massimo Busacca (1999–2011)
- Claudio Circhetta (2005–2010)
- André Daina
- Gottfried Dienst
- Bruno Galler (1978–1992)
- Adrien Jaccottet (2012–nay)
- Stephan Klossner (2012–nay)
- Jérôme Laperrière (2006–)
- Urs Meier
- Serge Muhmenthaler
- Kurt Röthlisberger
- Stephan Studer (2009–)
- Cyril Zimmermann (2007–)
- Jonas Guex
- Benjamin Mastai (2008–)

## Syria
- Jamal Al Sharif
- Muhsen Basma (2003–)
- Ahmad Dellou (2005–)
- Abdulrahman Recho (2004–)
- Masoud Tufayelieh (2010–)
- Feras Taweel (2011–)
- Hanna Hattab (2015–)

## Tahiti
- Norbert Hauata (2008–)
- Averii Jacques (2007–)

## Tajikistan
- Khurshed Dadoboev (2006–)
- Ravshan Ishmatov (2006–)
- Rustam Kholov (2006–)
- Dilovar Orzuev (2005–)

## Tanzania
- Ramadhan Kibo Ibada (2004–)
- Israel Mujuni (2009–)
- Mfaume Ali Nassoro (2015–)
- Waziri Waziri (2005–)

## Thái Lan
- Apisit Aonrak (2009–2012)
- Alongkorn Feemuechang (2014–)
- Chaiya Mahapab (2007–)
- Mongkolchai Pechsri (2010–)
- Prathan Nasawang (2010–2013)
- Porached Wongkamdee (2010–2012)
- Prayoon Veerapool (2001–2010)
- Pirom Un-Prasert
- Sakda Pansut (2011–2012)
- Sivakorn Pu-Udom (2013–)
- Suprem Nonthawong (2013–)
- Sura Sriart (2009–2011)
- Surasak Kundiloksirodom (2009–2010)
- Teetichai Nualjan (2012–)

## Togo
- Kokou Atsoo (2003–)
- Kokou Djaoupe (2001–)
- Kokou Fagla (2003–)
- Dodji Mawuk Hounnake Kouassi
- Kossi Sedjro (2003–)
- Komlan Sousou (2002–)
- Kossi Azaleko (2013–)
- Yanissou Bebou (2014–)

## Tonga
- Ichikawa Polovili (2009–)

## Trinidad và Tobago
- Neal Brizan (2002–)
- Geoffrey Hospedales (2008–)
- Ramesh Ramdhan
- Robert Anthony Banfield (1960–)
- Joel Davidson (2013–)
- Rodphin Harris (2013–)

## Tunisia
- Ali Bennaceur
- Kacem Bennaceur (2004–)
- Ali Bin Nasser
- Mourad Daami (1998–2006)
- Riadh Herzi (2005–)
- Neji Jouini
- Yosr Saadallah (2005–)
- Aouaz Trabelsi (2005–)
- Nasrallah Jaouadi (2011–)
- Haithem Kossaï (2015–)
- Slim Belkhouas (2013–)
- Mohamed Said Kordi (2011–)
- Youssef Essrayri (2012–)
- Sadok Selmi (2016–)

## Thổ Nhĩ Kỳ
- Sulhi Garan 1960
- Cezmi Başar 1961
- Muvahhit Afir 1964
- Faruk Talu 1964
- Semih Zoroğlu 1964
- Hakkı Gürüz 1964
- Mustafa Gerçeker 1967
- Orhan Gönül 1967
- Muzaffer Sarvan 1968
- Nejat Şener 1968
- Doğan Babacan 1969
- Ertuğrul Dilek 1970
- Orhan Cebe 1974
- Ziya Türkdoğan 1974
- Hilmi Ok 1976
- Talat Tokat 1979
- Nihat Özbirgül 1980
- Erkan Göksel 1981
- İhsan Türe 1982
- Yusuf Namoğlu 1986
- Sadık Deda 1989
- Coşkun Kutay 1989
- Özcan Oal 1989
- Erman Toroğlu 1989
- Hasan Ceylan 1990
- Oğuz Sarvan 1991
- Ahmet Çakar 1992
- Bülent Yavuz 1992
- Sabri Çelik 1993
- Metin Tokat
- Ünsal Çimen
- İbrahim Aksoy
- Mustafa Çulcu
- Erol Ersoy
- İlhami Kaplan
- Bülent Uzun
- Vahap Beyaz
- Muhittin Boşat
- Metin Aydoğan 2005
- İsmet Arzuman
- Selçuk Dereli
- Bülent Demirlek
- Vedat Yüksel
- Cem Papila
- Fırat Aydınus 2006
- Cüneyt Çakır 2006
- Yunus Yıldırım 2006
- Hüseyin Göçek 2008
- Mete Kalkavan 2013
- Halis Özkahya 2009
- Barış Şimşek 2013
- Bülent Yıldırım 2007
- Tolga Özkalfa 2011
- Ali Palabıyık 2015

## Turkmenistan
- Çarymyrat Gurbanow (2003–)
- Berdimyrat Niyazdurdyev (2003–)
- Kakabay Seydov (2001–)

## Quần đảo Turks và Caicos
- Gianni Ascani (2015–)

## Uganda
- Denis Batte (2007–)
- Ali Kalyango (2004–)
- Fredrick Kayindi-Ngobi (2003–)
- Charles Masembe
- Muhmed Ssegonga (2002–)
- Brian Miiro (2010–)
- Mashood Ssali (2014–)
- Alex Muhabi (2014–)
- Rajab Bakasambe

## Ukraina
- Anatoliy Abdula (2012–nay)
- Yevhen Aranovskiy (2011–nay)
- Sergii Boiko (2011–nay)
- Sergii Dankovskyi (2009–2012)
- Oleksandr Derdo (2011–nay)
- Vitaliy Godulyan (2001–2010)
- Igor Ishchenko (2001–2010)
- Yaroslav Kozyk (2013–nay)
- Yurii Moseichuk (2008–2010)
- Yuriy Mozharovskyy (2011–nay)
- Oleh Oriekhov (2003–2010)
- Andriy Shandor (2002–2011)
- Viktor Shvetsov (2008–2012)
- Anatolii Zhabchenko (2013–nay)

## Các Tiểu vương quốc Ả Rập Thống nhất
- Fareed Al Marzouqi (2000–)
- Mohamed Al Saeedi (2001–)
- Khalid Al Senan (2005–)
- Ali Hamad Albadwawi (2005–)
- Mohamed Ali Aljunaibi (2005–)
- Ali Bujsaim (1990–2004)
- Mohamed Zarouni (2002–)
- Mohammed Abdulla Hassan Mohamed (2010–)
- Ammar Al-Jeneibi (2011–)

## Hoa Kỳ
- Arturo Angeles (–)
- Esfandiar Baharmast
- Edward Bellion 1976–1992: FIFA list 1980–1989
- Angelo Bratsis 1975–1992: FIFA list 1980–1991
- Charles Creighton (1926)
- Robert Evans 1971–1987: FIFA list 1979–1987
- Mark Geiger (2008–nay)
- David Gould (1926)
- Brian Hall (1992–2006)
- Edvin Jurisevic (2010–nay)
- Michael Kennedy (1999–2006)
- Toros Kibritjian 1965–1990: FIFA list 1968–1982
- Jair Marrufo (2007–nay)
- Vincent Mauro (1986–1991)
- Joshua Patlak (1994–1998)
- Chris Penso
- Arkadiusz Prus (2004–)
- Ricardo Salazar (2005–)
- Kari Seitz (1999–2013)
- David Socha 1974–1986: FIFA list 1978–1986
- Kevin Stott (1995–2008)
- Paul Tamberino (−2001)
- Gegham Vardanyan (2004–2008)
- Kevin Terry (1998–2004)
- Baldomero Toledo (2007–2015)
- Ted Unkel (2016-)
- Ricardo Valenzuela (−2005)
- Terry Vaughn (2004–2011)
- Armando Villarreal (2015–)
- George Lambie (1882–1965)

## Quần đảo Virgin thuộc Hoa Kỳ
- Hillaren Frederick (2000–)

## Uruguay
- Juan Daniel Cardellino
- Andrés Cunha (2013–nay)
- Fernando Falce (2013–nay)
- Daniel Fedorczuk (2011–nay)
- Christian Ferreyra (2013–nay)
- Ernesto Filippi
- Jonhatan Fuentes (2015–nay)
- Jorge Larrionda (1998–2012)
- Julio Matto
- Gustavo Méndez
- Líber Prudente (1997–)
- Roberto Silvera (2003–2015)
- Darío Ubriaco (2008–)
- Martín Vázquez (2001–2014)
- Claudia Umpierrez (2010–nay)

## Uzbekistan
- Vadim Agishev (2008–)
- Aziz Asimov (2013–nay)
- Ravshan Irmatov (2003–)
- Marat Ismailov (2001–)
- Valentin Kovalenko (2002–)
- Vladislav Tseytlin (2002–)
- Ilgiz Tantashev (2013–)
- Sherzod Kasimov (2014–)

## Vanuatu
- Lencie Fred (2000–2009)
- Robinson Banga (2010–)
- Joel Hopkken (2007–)

## Venezuela
- Candelario Andarcia (2005–)
- José Argote (2008–nay)
- Gustavo Brand
- Adrian Cabello (2013–nay)
- Marlon Escalante (2009–nay)
- Mayker Gomez (2006–)
- Jose L. Hoyo (2011–nay)
- Denis Duque Parra (2005–)
- Giovanni Perluzzo (2008–)
- Juan Soto (2005–)
- Jesús Valenzuela (2013–nay)

## Việt Nam
- Đặng Thanh Hạ (2000–)
- Trương Văn Ký (1948-1964)
- Nguyễn Tuấn Hùng (1995-2002)
- Lương Thế Tài (2000-2005)
- Dương Văn Hiền (2002–)
- Võ Minh Trí (2001–2017)
- Hoàng Anh Tuấn
- Phùng Đình Dũng (2008–)
- Đinh Văn Dũng (2013–2016)
- Nguyễn Đức Vũ (2013–)
- Nguyễn Hiền Triết (2015–)
- Ngô Duy Lân (2017–)
- Nguyễn Mạnh Hải (2022–)
- Đặng Lưu Vỹ(2015-)
- Lê Vũ Linh(2023-nay)
- Trần Ngọc Ánh(2024-nay)
- Hoàng Ngọc Hà (2018-nay)
- Mai Hoàng Trang(2007-???)
- Bùi Thị Thu Trang (2016-nay)
- Lê Thị Ly (2019-nay)
- Công Thị Dung

## Wales
- Ron Bridges 1978–1989: Welsh FIFA List 1977–1987
- Keith Burge 1986–1999: Premier League 1993–1999; Welsh FIFA list 1989–1995
- Leo Callaghan 1954–1971: Welsh FIFA List 1956–1970
- Keith Cooper 1982–1996: Premier League 1993–1996; Welsh FIFA list 1985–1993
- Haydn Davies  1965–1968
- Lee Evans
- Rodger Gifford 1984–1996: Premier League 1992–1995; Welsh FIFA list 1982–1993
- John Gow 1963–1978; FIFA List 1966–1978
- Mervyn Griffiths 1948–1959; Welsh FIFA List
- Huw Jones FIFA List 2005–2012
- Iorrie Jones  1966–1975: Welsh FIFA List 1972–1974
- Howard King 1980–1994: Welsh FIFA list 1980–1991
- John Lloyd 1985–1996: Premier League 1993–1994; Welsh FIFA List 1985–1993
- Bryn Markham-Jones FIFA List 2013–
- Gwyn Owen 1977–1982: Welsh FIFA List 1980–1982
- Tom Reynolds 1968–1979: Welsh FIFA List 1971–1979
- Ceri Richards FIFA List 1994–
- Francgon Roberts 1981–1990: Welsh FIFA List
- Clive Thomas 1966–1984: Welsh FIFA List 1968–1984
- Mark Whitby FIFA List 2003–

## Yemen
- Foud Al Gunaid (2001–)
- Khalaf Al Labany (2001–)
- Mukhtar Al Yarimi (2001–)

## Zambia
- Wellington Kaoma (2000–)
- Wilson Mpanisi (2002–)
- Cornelius Mwansa (2000–)
- Wisdom Chewe (2013–)
- Janny Sikazwe (2007–)
- Stanley Hachiwa (2013–)

## Zimbabwe
- Tendayi Bwanya (2003–)
- Christopher Manuel (2003–)
- Kenias Marange (1998–)
- Tabani Mnkantjo (2002–)
- Norman Matemera (2010—)
- Ruzive Ruzive (2010–)
- Pilan Ncube (2016–)